# 班恩鎮區 (阿肯色州達拉斯縣)
班恩鎮區（英語：Bunn Township）是位於美國阿肯色州達拉斯縣的一個行政鎮區。

## 地方資料
班恩鎮區的面積為92.61平方千米，當中陸地面積為92.59平方千米，而水域面積為0.02平方千米。根據2010年美國人口普查的數據，當地共有人口18人，而人口密度為每平方千米0.19人。